# Notaresco
Notaresco est une commune italienne d'environ 6 260 habitants (2022) située dans la province de Teramo, dans la région Abruzzes, en Italie méridionale.

## Monuments et patrimoine
- Abbaye San Clemente al Vomano.

## Administration
| Période                                  | Période | Identité | Étiquette | Qualité |
| ---------------------------------------- | ------- | -------- | --------- | ------- |
|                                          |         |          |           |         |
| Les données manquantes sont à compléter. |         |          |           |         |

### Communes limitrophes
Atri, Castellalto, Cellino Attanasio, Morro d'Oro, Mosciano Sant'Angelo, Roseto degli Abruzzi.